# Animation Domination
Animation Domination (также именуемый AniDom, Fox AD и AD) — программный блок, транслируемый в воскресенье вечером, по телеканалу Fox в Соединенных Штатах и на Global в Канаде. В программный блок входят анимационные программы, транслируемые в прайм-тайм.

## История
На телеканале Fox премьера блока Animation Domination произошла 1 мая 2005 года, как раз в последний эфир 2004-05 телевизионного сезона.
«Американский папаша!» являлся первым шоу, вышедшим в блоке Animation Domination, хотя его «Пилотная серия» транслировалась в эфире 6 февраля 2005 года.
Далее в блоке транслировались «Симпсоны», «Царь горы» и серия, возрождающая «Гриффины», спустя три года, после отмены этого шоу на телеканале.

## Сетка вещания

### Транслируются сейчас
| Сериал              | Дата премьеры    | Примечания                                                                                     | Время показа |
| ------------------- | ---------------- | ---------------------------------------------------------------------------------------------- | ------------ |
| Симпсоны            | 1 мая 2005       | Также транслировались в блоке Sunday Funday                                                    | 20:00        |
| Гриффины            | 1 мая 2005       | Также транслировались в блоке Sunday Funday                                                    | 21:30        |
| Бургеры Боба        | 9 января 2011    | Также транслировались в блоке Sunday Funday                                                    | 21:00        |
| Благословите Хартов | 29 сентября 2019 | Первый сезон в 20:30, с 29 сентября по 15 декабря 2019 и 22:30 ET/19:30 PT 12 января 2020 года | н/д          |
| Данканвилл          | 16 февраля 2020  | Премьера второго сезона состоится в телесезон 2021-22 годов                                    | 20:30        |

### Будущие сериалы
| Сериал        | Дата премьеры | Примечания | Время показа |
| ------------- | ------------- | --- | ------------ |
| Великий Север | TBA           | | TBA          |
| Дом вдребезги | TBA           | Первый анимационый сериал в ""Animation Domination", производством которого не занимается 20th Century Fox Television | TBA          |

### Бывшие сериалы
| Сериал               | Первый показ     | Последний показ  | Примечания                                       |
| -------------------- | ---------------- | ---------------- | ------------------------------------------------ |
| Царь горы            | 1 мая 2005       | 13 сентября 2009 |                                                  |
| Американский папаша! | 1 мая 2005       | 21 сентября 2014 | переехал на канал TBS                            |
| Садись, двойка!      | 18 апреля 2009   | 10 мая 2009      |                                                  |
| Шоу Кливленда        | 27 сентября 2009 | 14 июля 2013     |                                                  |
| Аллен Грегори        | 30 октября 2011  | 18 декабря 2011  |                                                  |
| Наполеон Динамит     | 15 января 2012   | 4 марта 2012     |                                                  |
| Коп с топором        | 21 июля 2013     | 21 июля 2013     | Специальное превью / транслировался в блоке ADHD |
| Средняя школа США!   | 21 июля 2013     | 21 июля 2013     | Специальное превью / транслировался в блоке ADHD |

## Международные версии
В Австралии на телеканале Fox8, также кабельные сети Fox в Италии, Болгарии и Испании локализировали версии блока на местные языки.